# Frederic William Henry Myers
Pour les articles homonymes, voir Myers.
Frederic William Henry Myers, né le 6 février 1843 à Keswick et mort le 17 janvier 1901 à Rome, est un poète, essayiste, psychologue et parapsychologue britannique. Il participa à la fondation de la Society for Psychical Research en 1882 et il en fut le président en 1900. Il est, avec Frank Podmore et Edmund Gurney (en), l'auteur de Phantams of the Living.

## Biographie
Frederic William Henry Myers est le fils du Révérend Frederic Myers (en) et frère du poète Ernest Myers (en). Il fit ses études au Cheltenham college puis au Trinity College (Cambridge) où il excella en lettres classiques avant d'y enseigner. En 1864, il fit son Grand Tour (Italie, Grèce, Asie Mineure). L'année suivante, il visita l'Amérique du Nord. Il eut la révélation de sa mortalité face aux chutes du Niagara. Alors qu'il s'était éloigné du christianisme sous l'influence du platonisme, il y revint.
En 1867, Myers publie un long poème intitulé St Paul, et grâce auquel il devient populaire. Celui-ci est suivi, en 1882, par le poème The Renewal of Youth and Other Poems. Myers a aussi écrit un ouvrage de critique littéraire, sur le poète éponyme Wordsworth (1881) et Essays, Classical and Modern (en deux volumes, en 1883), qui comprend un essai sur l'écrivain latin Virgile.
À partir des années 1870, il s'intéressa au spiritualisme puis à l'étude de ces phénomènes, avec Henry Sidgwick et d'autres qui constituèrent le « groupe du Trinity College », base de la future Society for Psychical Research fondée en 1882. Ils firent des expériences avec divers médiums dont Florence Cook.
En 1893, Myers écrit une série d'essais intitulée Science and a Future Life.
En 1900, Frederic William Henry Myers devient président de la Society for Psychical Research.
Il meurt à Rome 17 janvier 1901 d'une pneumonie franche lobaire aiguë.
En 1903, après la mort de Myers, son ouvrage Human Personality and Its Survival of Bodily Death est publié. Il comprend deux volumes de 1360 pages qui présentent ses recherches sur l'esprit inconscient (unconscious mind),.
Frederic Myers est considéré comme l'un des fondateurs de la psychologie des profondeurs. Il eut une influence sur les théories de William James, de Pierre Janet, de Théodore Flournoy et de Carl Gustav Jung.
En 1880, il épousa Eveleen Tennant avec qui il eut trois enfants, dont le romancier Leo Myers (en) (1881-1944).

## Œuvres de Frédéric Myers
- Les Hallucinations télépathiques (Phantasms of the Living, 1886) (écrit avec Edmund Gurney[7] et Frank Podmore), trad.  Léon Marillier et Charles Richet, Paris, Félix Alcan, coll. «Bibliothèque de philosophie contemporaine», 1891, 452 p.[8]. Chap. 2 la transmission de pensée, 5 transmission des idées et des images, 6 transmission des émotions et des tendances au mouvement, 7 rêves, 8 hallucinations qui surviennent dans l'état intermédiaire au sommeil et à la veille, 14 hallucinations réciproques, 15 hallucinations collectives.
- (en) Science and a Future Life, 1893[9]
- La personnalité humaine, sa survivance, ses manifestations paranormales (Human Personality and Its Survival of Bodily Death, 1903), trad., Alcan, 1905, 440 p.[10]. Chap. 2 les désintégrations de la personnalité, 3 le génie, 4 le sommeil, 5 l'hypnotisme, 6 automatisme sensoriel, 7 fantômes de morts, 8 automatisme moteur, 9 possession, ravissement, extase.